# Little Sister
Para la canción de Elvis Presley ver "Little Sister (canción de Elvis Presley)"
«Little Sister» es una canción de la banda estadounidense de stoner rock Queens of the Stone Age. Fue lanzada en 2005 como el primer sencillo del álbum Lullabies to Paralyze.
Una versión anterior fue grabada con Dave Grohl en 2002 para el álbum Songs for the Deaf, pero fue descartada.

## Video musical
El video musical de «Little Sister», fue dirigido por Nathan Cox y por el mismo Josh Homme. En él, muestra a la banda tocando la canción en un cuarto oscuro. Detrás de ellos se puede ver las siluetas de varias mujeres bailando.

## Listado de canciones
| CD  |                                            |          |  |
| N.º | Título                                     | Duración |  |
| 1.  | «Little Sister» (versión del álbum)        | 2:57     |  |
| 2.  | «The Blood Is Love» (Contradictator Remix) | 5:24     |  |
| 3.  | «Little Sister» (video)                    |          |  |

| Maxisencillo (CD) |                                            |          |  |
| N.º               | Título                                     | Duración |  |
| 1.                | «Little Sister» (versión del álbum)        | 2:57     |  |
| 2.                | «The Blood Is Love» (Contradictator Remix) | 5:24     |  |
| 3.                | «Little Sister» (Contradictator Remix)     | 3:29     |  |

| Sencillo de 7 pulgadas |                                        |          |  |
| N.º                    | Título                                 | Duración |  |
| 1.                     | «Little Sister» (versión del álbum)    | 2:57     |  |
| 2.                     | «Little Sister» (Contradictator Remix) | 3:29     |  |

## Posicionamiento en listas
| Lista (2005)                            | Mejor posición |
| --------------------------------------- | -------------- |
| Alemania (Media Control AG)             | 65             |
| Australia (ARIA)                        | 40             |
| Estados Unidos (Billboard Hot 100)      | 88             |
| Estados Unidos (Modern Rock Tracks)     | 2              |
| Estados Unidos (Mainstream Rock Tracks) | 13             |
| Irlanda (IRMA)                          | 34             |
| Países Bajos (Mega Single Top 100)      | 55             |
| Reino Unido (UK Singles Chart)          | 18             |